# Fagertjärnarna (Lillhärdals socken, Härjedalen, 684521-142390)
Fagertjärnarna är en sjö i Härjedalens kommun i Härjedalen och ingår i Ljusnans huvudavrinningsområde.